# 특허
|                        |
| 행정행위               |
| 행정행위의 분류        |
| 법률행위적 행정행위    |
| 하명 · 허가            |
| 면제 · 특허            |
| 대리 · 인가            |
| 준법률행위적 행정행위  |
| 확인행위 · 공증행위    |
| 통지행위 · 수리행위    |
| 성립요건               |
| 주체 · 내용            |
| 절차 · 형식            |
| 행정행위의 부관의 종류 |
| 조건 · 기한            |
| 부담 · 취소권 유보     |
| 법률효과의 일부배제    |

특허(特許, 영어: patent)는 발명을 한 자 또는 그의 정당한 승계인에게 그 발명을 대중에게 공개한 대가로 일정 기간 동안 배타적인 권리를 주는 행정행위를 말한다.
특허를 주는 절차 및 특허권자가 되기 위한 주체적 요건, 특허권에 대한 배타적 효력의 범위는 나라마다 각각 법률에 규정한 바가 다르다. 그러나 특허 출원 신청은 일반적으로 한 개 이상의 발명으로 이루어진 청구항들로 이루어져 있어야 하며, 각각의 발명은 신규성과 진보성, 그리고 산업상 이용가능성을 갖추어야 한다. 대부분의 나라에서는 특허권자에게 그 특허발명에 대해서 생산, 사용, 양도, 대여, 수입, 양도 또는 대여의 청약을 할 배타적 권한을 부여한다. 특허 제도의 목적은 타인의 부당한 특허권 침해에 대해 민·형사적 제재를 인정함으로써 공정한 기술경쟁을 유도하며, 독점배타권인 특허권을 부여함으로써 발명의 보호·육성에 따른 기술진보를 촉진시켜 결국 산업발전에 이르도록 하고자 함이다. (출원 공개 제도는 발명을 비밀상태에서 해제하여 누구라도 활용할 수 있도록 함으로써 문헌정보를 통한 기술발전에 이바지한다.)

## 역사
어떠한 형태의 특허권이 시바리스의 그리스 도시의 고대 그리스에서 인지되었으나, 법으로 정한 최초의 특허 시스템은 일반적으로 1474년의 베니스 특허 조례(Venetian Patent Statute)로 간주된다. 1474년 베니스에서 특허가 체계적으로 제공되었다. 보호 기간은 10년이었다.

## 정의
특허란 보통 새롭고 유용한 물건이나 그 물건의 제조방법, 물질의 새로운 결합방법이나 물질의 유용한 용도를 발명한 자는 누구나 받을 수 있는 권리를 의미한다. 특허를 받을 수 있는 발명은 자연법칙을 이용한 기술적 사상의 창작으로서 고도한 것이어야 한다.
기존의 발명을 다소간 변형하였으나 그 실질에 있어서는 기존의 발명과 동일한 경우에는 동일성의 범위 내에 있는 것으로서 신규성이 없다. :310 특허 출원된 발명에 신규성이 없다고 하기 위해서는 그 발명과 출원 전에 공지된 발명이 동일한 것이어야 한다. 동일성은 실질적 동일성을 의미하므로 특허청구범위에 기재된 기술적 사상과 문언적 형식적으로 같을 뿐 아니라, 발명의 기본이 되는 사상에 실질적으로 영향을 미치지 않는 비본질적인 사항에만 차이가 있는 정도에 지나지 않는다면 동일성이 있는 것으로 본다.:310 두 발명이 부분적으로만 일치하더라도 그 일치하는 부분을 제외한 나머지 부분만으로 별개의 발명을 이루지 않는 한 두 발명은 동일한 발명이다. (대법원 1995.6.9.선고 93후1940판결)

## 종류
물질특허, 제법특허, 용도 특허 등의 말을 쉽게 접하게 되어 이것들이 특허의 종류로 보일 수는 있으나, 이것은 특허의 종류라기보다 특허의 성격을 나타내는 용어이다. 특허를 보면 맨 마지막 부분에 '청구의 범위'란 항목이 존재하는데, 이 소항목들 하나하나가 그 특허가 보호 받고자 하는 내용들을 주장하고 있다. 이 주장이 발명의 결과 탄생한 물질이면 물질특허, 만드는 방법이면 제법 특허, 그리고 새로운 용도이면 용도 특허, 효과를 증진시킬 수 있는 방법이면 제형 특허 등으로 지칭되는 것이다.

## 세계 현황

### 미국의 특허
미국의 13 식민주 시절 발명가들이 독점을 얻어 발명품을 발명할 수 있었다. 이와같은 독점은 특정 식민주의회의 청원에 의해 주어졌다.
예를 들어, 1646년에 매사추세츠 주는 발명가 조셉 젱크스에게 그가 개발한 빠른 엔진을 사용한 물레방아를 설치할 독점적인 권한을 주었다. 이 독점권은 14년간 운영되었다.
미국 의회의 특허와 지적소유권법은 1787년 제임스 매디슨과 찰스 코테스워스 핑크니가 제안하였다.
| 연도      | 발효년수 |
| --------- | -------- |
| -1789     | -        |
| 1790–1835 | 14년     |
| 1836–1860 | 21년     |
| 1861–1994 | 17년     |
| 1995-     | 20년     |

## 비판
경제학자 미켈레 볼드린(Michele Boldrin)과 데이빗 케이 레빈(David K. Levine)은 저서 '지적 독점에 대항하여(Against Intellectual Monopoly)'을 통해 특허 및 저작권 시스템이 시장에 발명품이 진입하지 못하게 막고 있다고 비판했다. 공공정책의 관점에서 볼 때 특허법과 저작권법 폐지를 주장한 것이다. 레빈과 볼드린은 인터넷에서 음악을 다운로드했다고 고소당한 학생들의 사례와 특허소지자가 생산한 값비싼 의약품을 구입할 수 없어서 죽어가는 아프리카의 AIDS 환자들을 특허 시스템의 실패사례로 지적했다.
미국의 국제적인 시민단체 전자 프런티어 재단(EFF)과, 유럽의 해적당(스웨덴 해적당을 필두로 한 해적당 인터내셔널과 독일 해적당)은 특허 제도의 폐지나 전면적인 개정을 주장하고 있다.
특히 독일 해적당은 특허체제의 개혁을 주장하고 있다. 이들에 따르면 특허 체제는 혁신을 지원하기보다 방해할 뿐 아니라 시장과 소상인에 대한 부정적인 영향을 주는 독점을 형성하고 있다. 또한 이들은 특허체제가 다른 사람의 시장진입을 막는 목적으로 사용되고 있지 직접적 사용이나 효과가 있는 혁신을 재활용하는데 있지 않다고 본다.
미국의 유명 판사인 리처드 포스너는 ‘왜 미국에는 너무 많은 특허가 있을까?’라는 기고문으로 미국 특허 시스템에 일침을 가했다. 이 기고문은 2012년 기준으로 애플, 구글, 삼성, 모토로라, 오라클 등 모바일 관련 기술 특허의 소송이 끊이지 않고 장기화, 거대화 되는 중이라 눈길을 끌었다. 이 기고문에서 포스너 판사는 '미국에서는 회사가 소유한 특허를 바탕으로 특허권의 범위와 특허 차단 경쟁을 통해 시장을 독점할 수 있다는 이유로 기업들은 자신들의 특허를 보호하는 것과 특허 괴물로 불리는 특허 소송 전문 기업의 공격을 방어하기 위해 많은 돈을 쓴다. 그리고 이는 막대한 사회적 낭비로 이어진다'고 비판했다. 포스너 판사는 애플이 모토로라가 4개의 특허를 침해했다며 제기한 소송과 그에 대한 모토로라의 맞소송에 대해 두 회사 모두 피해를 증명할만한 충분한 증거를 제시하지 않았다고 판결한 바 있다.

## 행정법의 특허

### 판례
- 개인택시운송사업면허는 특정인에게 권리나 의무를 부여하는 것이므로 강학상 특허에 해당한다[5]
- 공유수면의 점용, 사용 허가는 허가 상대방에게 제한을 해제하여 공유수면이용권을 부여하는 처분으로 강학상 허가에 해당한다.[6]

## 존속기간
대한민국의 경우 특허권의 존속기간은 특허권을 설정등록한 날부터 특허출원일 후 20년이 되는 날까지로 한다.

## 같이 보기
- 지식 재산권
- 특허에 대한 비판(영어판)
- 특허협력조약 (PCT)
- 특허법조약 (PLT)
- 공업소유권보호동맹조약 (또는 파리조약)
- 잠수함 특허
- 매복 특허
- 특허분류

### 특허를 확인할 수 있는 매체
- 특허청
- KIPRIS
- PATENTPIA